# Wahlen in Südafrika 2019
- EFF: 44
- PAC: 1
- ANC: 230
- COPE: 2
- AIC: 2
- UDM: 2
- NFP: 2
- Good: 2
- DA: 84
- ATM: 2
- ACDP: 4
- IFP: 14
- VF+: 10
- Al Jama-ah: 1

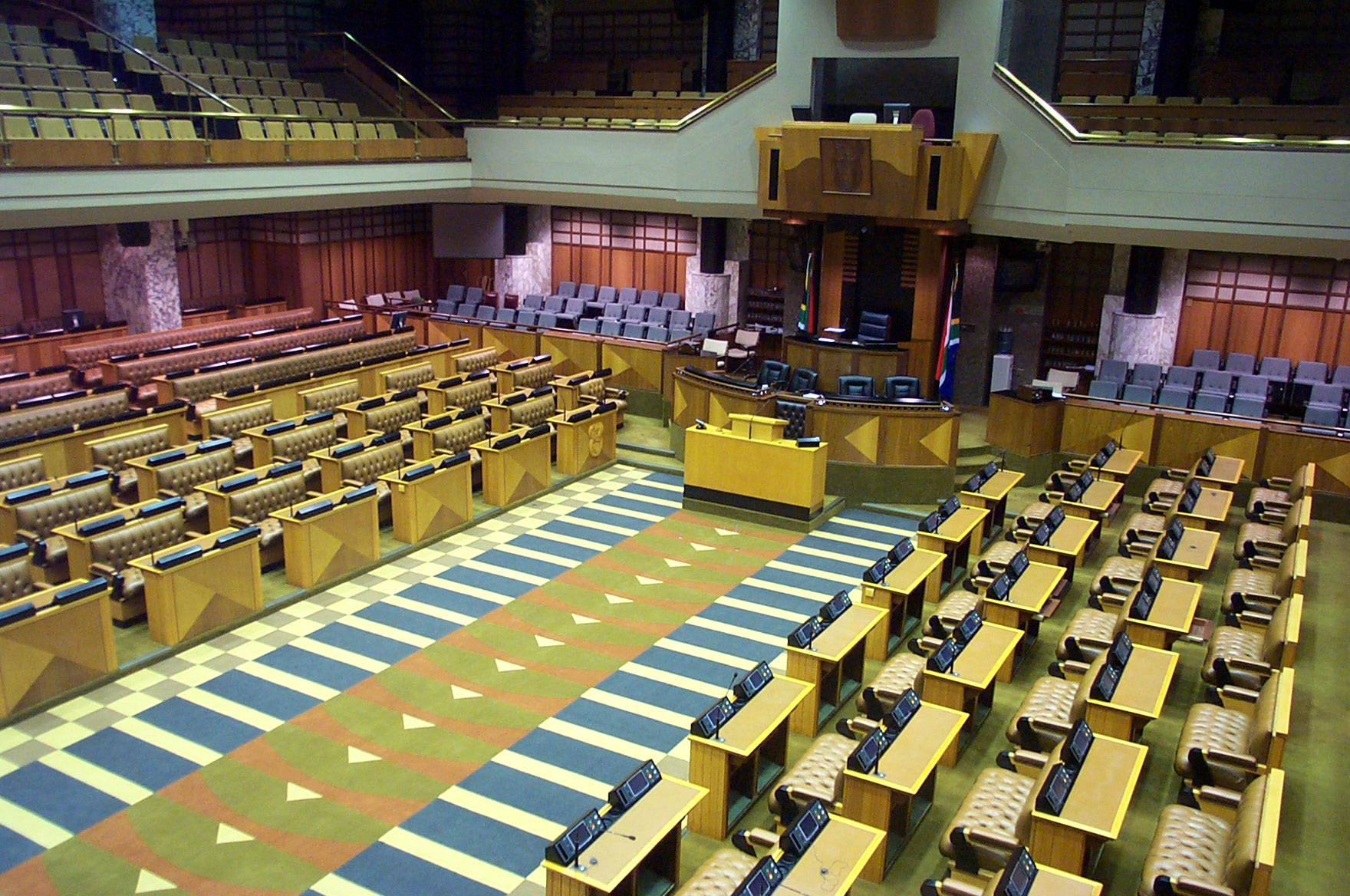
Sitzungssaal der Nationalversammlung

Die Wahlen in Südafrika 2019 fanden am 8. Mai 2019 statt. Dabei wurden die südafrikanische Nationalversammlung (National assembly) und die neun Provinzversammlungen (Provincial legislatures) neu gewählt. Für den Ablauf der Wahlen war die Independent Electoral Commission (IEC) zuständig.
Der seit 1994 regierende African National Congress (ANC) konnte seine absolute Mehrheit trotz Verlusten bewahren, so dass er weiter alleinregieren kann. Offizielle Oppositionspartei wurde erneut die Democratic Alliance (DA), die leicht verloren, drittstärkste Partei wurden abermals die Economic Freedom Fighters (EFF). Elf weitere Parteien zogen in die Nationalversammlung ein.
Der ANC gewann auch acht der neun Wahlen zu den Provinzversammlungen, die DA siegte in der Provinz Westkap.

## Ausgangslage
Bei den letzten Wahlen im Mai 2014 konnte der African National Congress (ANC) unter dem damaligen Präsidenten Jacob Zuma seine absolute Mehrheit verteidigen, verlor jedoch fast vier Prozentpunkte. 13 Parteien gelang der Einzug in die Nationalversammlung. Stärkste Oppositionspartei und damit Oppositionsführer blieb die Democratic Alliance (DA), die neben den neugegründeten Economic Freedom Fighters (EFF) am stärksten zulegte. Die Wahlbeteiligung betrug 73,4 %, die Wahlen verliefen friedlich, frei und fair. Der Wahltermin 8. Mai 2019 für die nach dem Ende der Legislaturperiode fälligen Wahlen wurde von Präsident Cyril Ramaphosa am 7. Februar 2019 bekanntgegeben.

### Parteipolitische Entwicklungen seit 2014

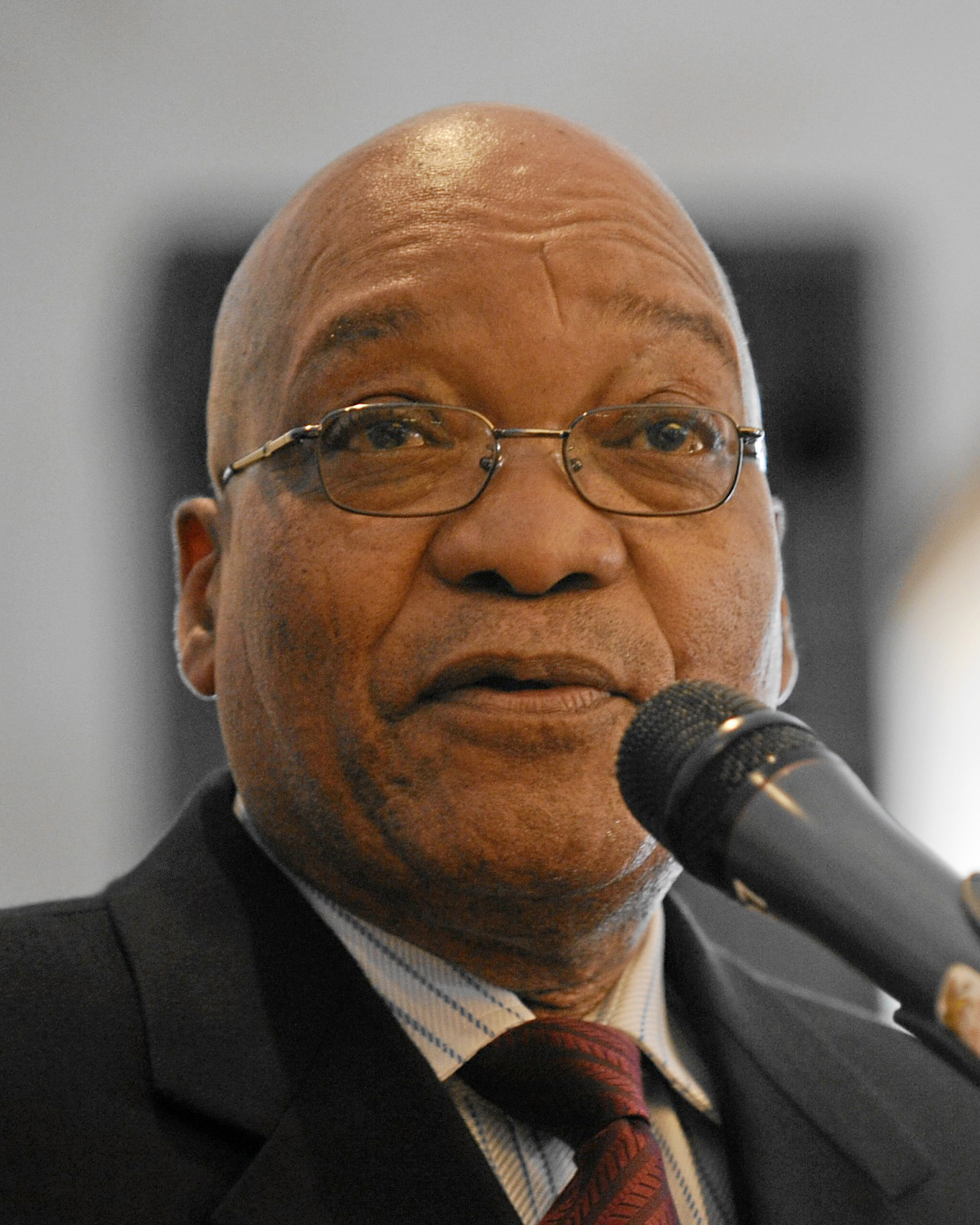
Jacob Zuma (ANC)
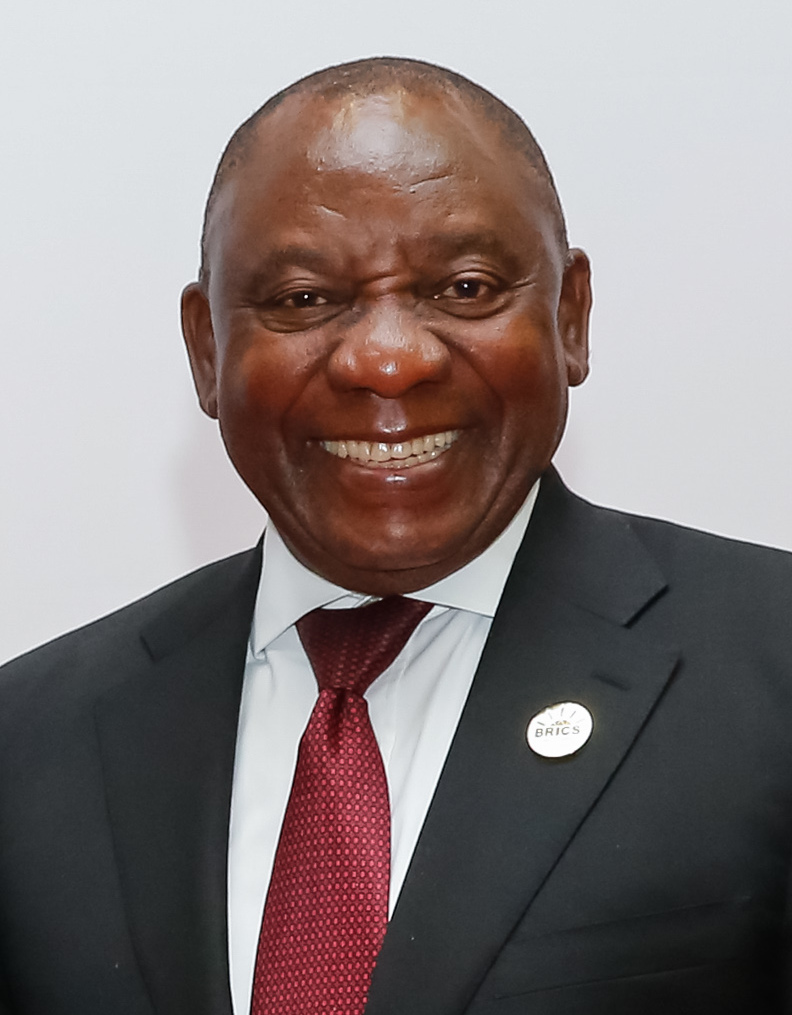
Cyril Ramaphosa (ANC)
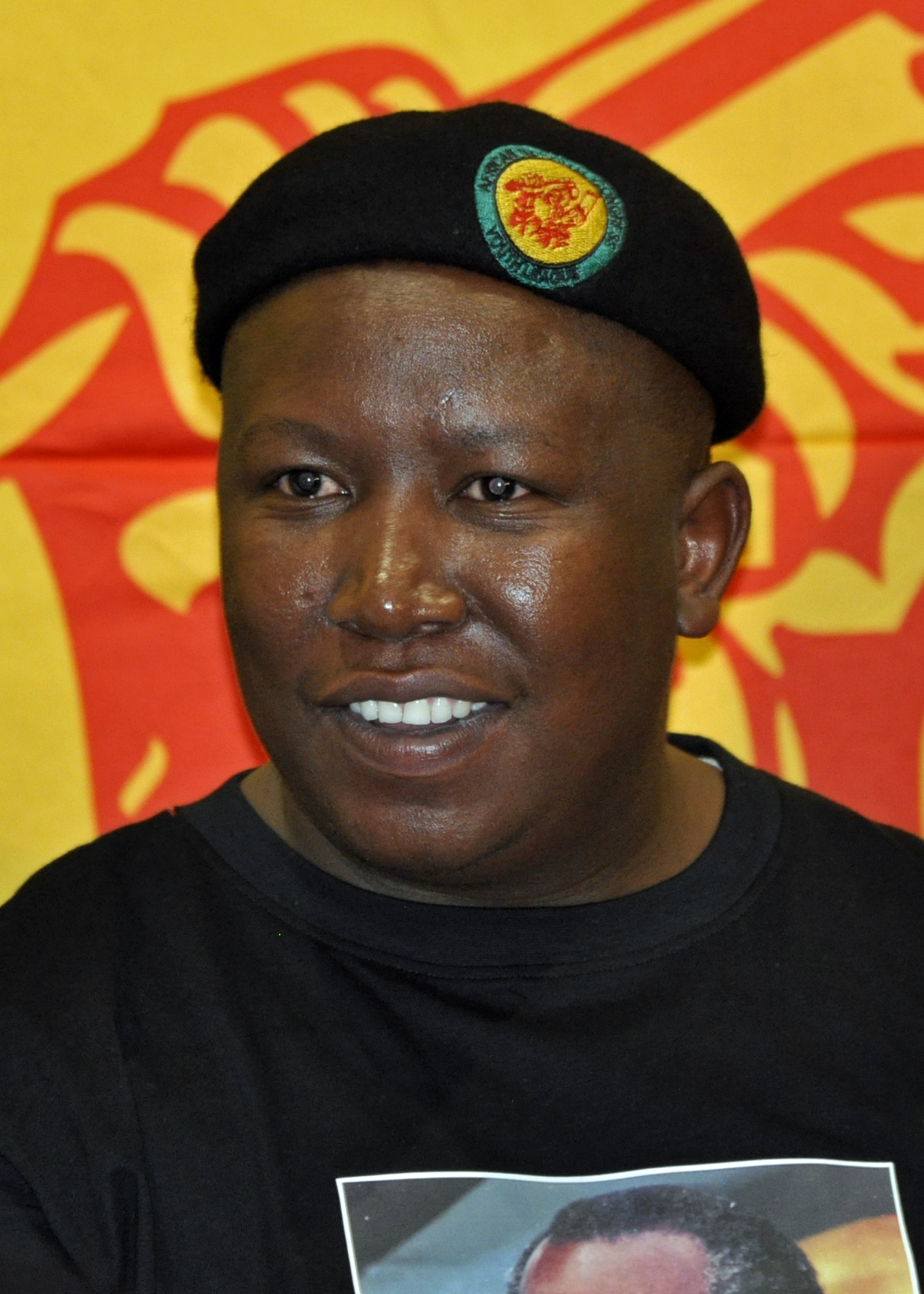
Julius Malema (EFF)
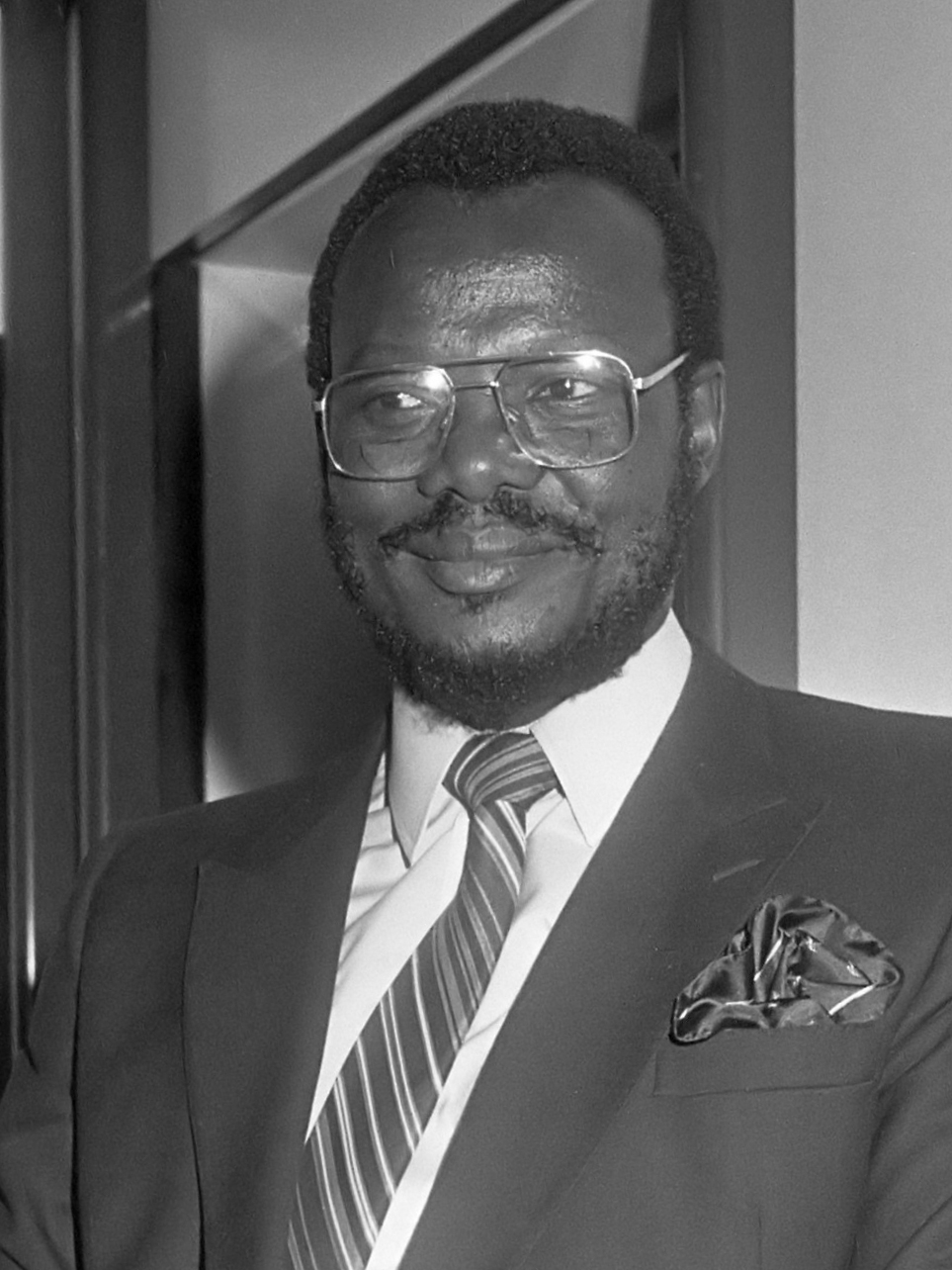
Mangosuthu Buthelezi (IFP, Bild von 1983)

Der ANC regierte, wie schon seit 1994, mit absoluter Mehrheit in der Tripartite Alliance, der neben dem ANC die South African Communist Party und der Gewerkschaftsdachverband Congress of South African Trade Unions (COSATU) angehören, die beide auf den Listen des ANC vertreten sind. Präsident Zuma wurde wegen zahlreicher Affären, darunter die Verstrickung der Gupta-Familie in Staatsgeschäfte, zunehmend auch von der eigenen Partei kritisiert. Am 14. Februar 2018 wurde er durch den vormaligen Vizepräsidenten Cyril Ramaphosa ersetzt. Zum Wechsel im Präsidentenamt hatte auch das Ergebnis der Kommunalwahlen im Jahr 2016 beigetragen, bei denen der ANC Einbußen erlitten hatte. 2018 setzte das Parlament auf Initiative des ANC einen Ausschuss ein, der eine mögliche entschädigungslose Landenteignung prüfen soll, nachdem zuvor die EFF dies gefordert hatten.
Mehrere Parteien traten zum ersten Mal an. Die Partei Good wurde im Dezember 2018 von Patricia de Lille, der ehemaligen Bürgermeisterin der City of Cape Town Metropolitan Municipality, gegründet. Das African Transformation Movement (ATM) unter Vuyo Zungula, einem ehemaligen engen Gefolgsmann von Jacob Zuma, steht den evangelikalen Kirchen im Land nahe und setzt sich u. a. für die Wiedereinführung der Todesstrafe ein. Das African Content Movement (ACM) wird vom ehemaligen Chief Operating Officer der South African Broadcasting Corporation, Hlaudi Motsoeneng, angeführt. Die Partei Black First Land First (BLF) ist eine Abspaltung von den EFF und agiert offen gegen weiße Südafrikaner.

### Zugelassene Parteien
Zum 10. Januar 2019 waren 285 Parteien bei der IEC registriert, davon 84 Neugründungen. 48 Parteien wurden schließlich zur Wahl der Nationalversammlung zugelassen. Auf dem Wahlzettel erscheinen sie in alphabetischer Reihenfolge; zur Vermeidung von Verwechslungen wurden aber für Parteien mit dem Anfangsbuchstaben A und ähnlichen Namen Plätze durch Losentscheid vergeben, so dass der African Security Congress an erster Stelle steht.

### Umfragen
| Organisation                | Daten                  | Befragte | ANC    | DA     | EFF    | Sonstige | Unentschlossen |
| --------------------------- | ---------------------- | -------- | ------ | ------ | ------ | -------- | -------------- |
| IRR (PDF; 880 kB)           | 18.–25. Apr. 2019      | 2375     | 49,5 ▼ | 21,3 ▼ | 14,9 ▲ | 8,3 ▲    | 0,9            |
| Ipsos                       | 1. Feb.–4. März 2019   | 3511     | 61 ▼   | 18 ▼   | 10 ▲   | 11 ▲     | 0              |
| IRR (PDF; 658 kB)           | 12. Feb.–26. Feb. 2019 | 1611     | 54,7 ▼ | 21,8 ▼ | 12,2 ▲ | 8,8 ▲    | 2,6            |
| Afric                       | 29. Jan.–8. Feb. 2019  | 1501     | 58,1 ▼ | 9,8 ▼  | 16,7 ▲ | 3,5 ▼    | 11,9           |
| Ipsos                       | 23. Okt.–4. Dez. 2018  | 3571     | 61 ▼   | 14 ▼   | 9 ▲    | 4 ▼      | 12             |
| IRR (PDF; 621 kB)           | 26. Nov.–4. Dez. 2018  | 1017     | 56 ▼   | 18 ▼   | 11 ▲   | 14 ▲     | 1              |
| Afrobarometer (PDF; 410 kB) | Aug.–Sep. 2018         | 1800     | 48 ▼   | 11 ▼   | 11 ▲   | 3 ▼      | 27             |
| IRR (PDF)                   | 22. Aug.–4. Sep. 2018  | 978      | 52 ▼   | 23 ▲   | 13 ▲   | 10 ▲     | 2              |
| Ipsos                       | 20. Apr.–7. Juni 2018  | 3738     | 60 ▼   | 13 ▼   | 7 ▲    | 2 ▼      | 18             |
| Ipsos                       | Mai 2017               | 3471     | 47 ▼   | 21 ▼   | 5 ▼    | 3 ▼      | 24             |
| Wahlergebnis 2014           | 7. Mai 2014            |          | 62,2   | 22,2   | 6,4    | 5,3      |                |

Anmerkung:

Alle Angaben in Prozent.

Pfeile spiegeln den Trend gegenüber den Wahlen 2014 wider.

### Registrierung
Die Registrierung fand am 10./11. März 2018 und am 26./27. Januar 2019 statt, für im Ausland lebende Südafrikaner vom 1. bis 4. Februar 2019. Rund 26,8 Millionen Menschen waren zu den Wahlen registriert, darunter etwa 14,7 Millionen Frauen und 12,0 Millionen Männer.
Das Mindestwahlalter betrug 18 Jahre. Bei den Zahlen der 18–19-Jährigen und der 20–29-Jährigen, die sich registrieren ließen, gab es trotz des Bevölkerungswachstums gegenüber der Registrierung im Jahre 2014 einen Rückgang; bei den 18–19-Jährigen fast um die Hälfte. Man rechnet mit über neun Millionen nichtregistrierten volljährigen Einwohnern, so dass der Anteil der registrierten Wähler an der Zahl aller Volljährigen von über 80 % im Jahr 2014 auf 74,5 % fiel.

### Ablauf
Die Mandate für die Nationalversammlung werden nach dem Verhältniswahlrecht vergeben. Es gibt keine Sperrklausel. Für ein Mandat reichen daher etwa 0,2 % der Stimmen. Die Wahlen zur Nationalversammlung und zu den Provinzversammlungen finden wie üblich an einem Mittwoch statt, die Wahllokale sollen von 7 Uhr bis 21 Uhr geöffnet sein. Jeder Wähler erhält am Daumennagel einen Fleck waschechter Tinte. Vor der Wahl wird der Daumen mit UV-Licht untersucht, um ein mehrfaches Abstimmen zu verhindern. Es werden je ein Stimmzettel für die Wahlen zur Nationalversammlung und zur Provinzversammlung ausgegeben, auf denen je eine Liste angekreuzt werden konnte. Neben dem Parteinamen enthält jede Zeile den Namen des Spitzenkandidaten, das Logo der Partei und ein Stimmfeld. Von den 400 Abgeordneten werden 200 über landesweite Listen und 200 über Provinzlisten gewählt. Es gibt rund 23.000 Wahllokale.

## Ergebnisse

### Nationalversammlung

Landesweite Ergebnisse nach Bezirken (wards). Dunklere Färbung bedeutet absolute Mehrheit, hellere Färbung relative Mehrheit.

Stärkste Parteien nach Stimmbezirken (voting districts).

Bei den Wahlen ergab sich folgendes Ergebnis:
| Partei                                          | Partei                                                         | Parteiführer                                    | 2014        | 2014       | 2014  | 2019       | 2019    | 2019     | 2019  | 2019 | 2019  |
| Partei                                          | Partei                                                         | Parteiführer                                    | Stimmen     | %          | Sitze | Stimmen    | %       | +/−      | Sitze | +/−  | %     |
| ----------------------------------------------- | -------------------------------------------------------------- | ----------------------------------------------- | ----------- | ---------- | ----- | ---------- | ------- | -------- | ----- | ---- | ----- |
|                                                 | African National Congress (ANC)                                | Cyril Ramaphosa                                 | 11.436.921  | 62,15      | 249   | 10.026.475 | 57,50   | ▼4,65    | 230   | ▼19  | 57,50 |
|                                                 | Democratic Alliance (DA)                                       | Mmusi Maimane                                   | 4.091.584   | 22,23      | 89    | 3.621.188  | 20,77   | ▼1,46    | 84    | ▼5   | 21,00 |
|                                                 | Economic Freedom Fighters (EFF)                                | Julius Malema                                   | 1.169.259   | 6,35       | 25    | 1.881.521  | 10,79   | ▲4,44    | 44    | ▲19  | 11,00 |
|                                                 | Inkatha Freedom Party (IFP)                                    | Mangosuthu Buthelezi                            | 441.854     | 2,40       | 10    | 588.839    | 3,38    | ▲1,98    | 14    | ▲4   | 3,50  |
|                                                 | Vryheidsfront Plus (VF+)                                       | Pieter Groenewald                               | 165.715     | 0,90       | 4     | 414.864    | 2,38    | ▲1,48    | 10    | ▲6   | 2,50  |
|                                                 | African Christian Democratic Party (ACDP)                      | Kenneth Meshoe                                  | 104.039     | 0,57       | 3     | 146.262    | 0,84    | ▲0,27    | 4     | ▲1   | 1,00  |
|                                                 | United Democratic Movement (UDM)                               | Bantu Holomisa                                  | 184.636     | 1,00       | 4     | 78.030     | 0,45    | ▼0,55    | 2     | ▼2   | 0,50  |
|                                                 | African Transformation Movement (ATM)                          | Vuyolwethu Zungula                              | —           | —          | —     | 76.830     | 0,44    | Neu      | 2     | Neu  | 0,50  |
|                                                 | Good                                                           | Patricia de Lille                               | —           | —          | —     | 70.408     | 0,40    | Neu      | 2     | Neu  | 0,50  |
|                                                 | National Freedom Party (NFP)                                   | Zanele kaMagwaza-Msibi                          | 288.742     | 1,57       | 6     | 61.220     | 0,35    | ▼1,22    | 2     | ▼4   | 0,50  |
|                                                 | African Independent Congress (AIC)                             | Mandla Galo                                     | 97.642      | 0,53       | 3     | 48.107     | 0,28    | ▼0,15    | 2     | ▼1   | 0,50  |
|                                                 | Congress of the People (COPE)                                  | Mosiuoa Lekota                                  | 123.235     | 0,67       | 3     | 47.461     | 0,27    | ▼0,40    | 2     | ▼1   | 0,50  |
|                                                 | Pan Africanist Congress (PAC)                                  | Narius Moloto                                   | 37.784      | 0,21       | 1     | 32.677     | 0,19    | ▼0,02    | 1     | ▬    | 0,25  |
|                                                 | Al Jama-ah                                                     | Ganief Hendricks                                | 25.976      | 0,14       | 0     | 31.468     | 0,18    | ▲0,04    | 1     | ▲1   | 0,25  |
|                                                 | African Security Congress                                      |                                                 | —           | —          | —     | 26.263     | 0,15    | Neu      | –     | Neu  |       |
|                                                 | Socialist Revolutionary Workers Party                          |                                                 | —           | —          | —     | 24.439     | 0,14    | Neu      | –     | Neu  |       |
|                                                 | Black First Land First                                         |                                                 | —           | —          | —     | 19.796     | 0,11    | Neu      | –     | Neu  |       |
|                                                 | African People’s Convention                                    |                                                 | 30.676      | 0,17       | 1     | 19.593     | 0,11    | ▼0,06    | –     | ▼1   |       |
|                                                 | African Alliance of Social Democrats                           |                                                 | —           | —          | —     | 18.834     | 0,11    | Neu      | –     | Neu  |       |
|                                                 | Capitalist Party of South Africa                               |                                                 | —           | —          | —     | 15.915     | 0,09    | Neu      | –     | Neu  |       |
|                                                 | Alliance for Transformation for All                            |                                                 | —           | —          | —     | 14.266     | 0,08    | Neu      | –     | Neu  |       |
|                                                 | Agang South Africa                                             |                                                 | 52.350      | 0,28       | 2     | 13.856     | 0,08    | ▼0,20    | –     | ▼2   |       |
|                                                 | Azanian People’s Organisation                                  |                                                 | 20.421      | 0,11       | 0     | 12.823     | 0,07    | ▼0,04    | –     | ▬    |       |
|                                                 | Independent Civic Organisation                                 |                                                 | 14.472      | 0,08       | 0     | 12.386     | 0,07    | ▼0,01    | –     | ▬    |       |
|                                                 | Minority Front                                                 |                                                 | 22.589      | 0,12       | 0     | 11.961     | 0,07    | ▼0,05    | –     | ▬    |       |
|                                                 | Democratic Liberal Congress                                    |                                                 | —           | —          | —     | 10.767     | 0,06    | Neu      | –     | Neu  |       |
|                                                 | Better Residents Association1                                  |                                                 | 15.271      | 0,08       | 0     | 9179       | 0,05    | ▼0,03    | –     | ▬    |       |
|                                                 | Forum for Service Delivery                                     |                                                 | —           | —          | —     | 8525       | 0,05    | Neu      | –     | Neu  |       |
|                                                 | Front National                                                 |                                                 | 5138        | 0,03       | 0     | 7144       | 0,04    | ▲0,01    | –     | ▬    |       |
|                                                 | Land Party                                                     |                                                 | —           | —          | —     | 7074       | 0,04    | Neu      | –     | Neu  |       |
|                                                 | African Covenant                                               |                                                 | —           | —          | —     | 7019       | 0,04    | Neu      | –     | Neu  |       |
|                                                 | Patriotic Alliance                                             |                                                 | 13.263      | 0,07       | 0     | 6660       | 0,04    | ▼0,03    | –     | ▬    |       |
|                                                 | African Democratic Change                                      |                                                 | —           | —          | —     | 6499       | 0,04    | Neu      | –     | Neu  |       |
|                                                 | Economic Emancipation Forum                                    |                                                 | —           | —          | —     | 6319       | 0,04    | Neu      | –     | Neu  |       |
|                                                 | Women Forward                                                  |                                                 | —           | —          | —     | 6108       | 0,04    | Neu      | –     | Neu  |       |
|                                                 | Christian Political Movement                                   |                                                 | —           | —          | —     | 4980       | 0,03    | Neu      | –     | Neu  |       |
|                                                 | African Content Movement                                       |                                                 | —           | —          | —     | 4841       | 0,03    | Neu      | –     | Neu  |       |
|                                                 | International Revelation Congress                              |                                                 | —           | —          | —     | 4247       | 0,02    | Neu      | –     | Neu  |       |
|                                                 | National People’s Front                                        |                                                 | —           | —          | —     | 4019       | 0,02    | Neu      | –     | Neu  |       |
|                                                 | African Renaissance Unity Party                                |                                                 | —           | —          | —     | 3860       | 0,02    | Neu      | –     | Neu  |       |
|                                                 | African Congress of Democrats                                  |                                                 | —           | —          | —     | 3768       | 0,02    | Neu      | –     | Neu  |       |
|                                                 | South African Congress of Traditional Authorities              |                                                 | —           | —          | —     | 3714       | 0,02    | Neu      | –     | Neu  |       |
|                                                 | Compatriots of South Africa                                    |                                                 | —           | —          | —     | 3406       | 0,02    | Neu      | –     | Neu  |       |
|                                                 | People’s Revolutionary Movement                                |                                                 | —           | —          | —     | 2844       | 0,02    | Neu      | –     | Neu  |       |
|                                                 | Power of Africans Unity                                        |                                                 | —           | —          | —     | 2685       | 0,02    | Neu      | –     | Neu  |       |
|                                                 | Free Democrats                                                 |                                                 | —           | —          | —     | 2580       | 0,01    | Neu      | –     | Neu  |       |
|                                                 | South African Maintenance and Estate Beneficiaries Association |                                                 | —           | —          | —     | 2445       | 0,01    | Neu      | –     | Neu  |       |
|                                                 | National People’s Ambassadors                                  |                                                 | —           | —          | —     | 1979       | 0,01    | Neu      | –     | Neu  |       |
| Insgesamt gültige Stimmen                       | Insgesamt gültige Stimmen                                      | Insgesamt gültige Stimmen                       | 18.402.4972 | 100        | 400   | 17.436.144 | 100     |          | 400   | ▬    | 100   |
| Ungültige Stimmen                               | Ungültige Stimmen                                              | Ungültige Stimmen                               | 251.960     |            |       | 235.472    |         |          |       |      |       |
| Abgegebene Stimmen                              | Abgegebene Stimmen                                             | Abgegebene Stimmen                              | 18.654.457  | 17.671.616 |       |            |         |          |       |      |       |
| Anzahl der Wahlberechtigten und Wahlbeteiligung | Anzahl der Wahlberechtigten und Wahlbeteiligung                | Anzahl der Wahlberechtigten und Wahlbeteiligung | 25.381.293  | 73,50 %    |       | 26.779.025 | 65,99 % | ▼ 3,51 % |       |      |       |

1 2014 als Bushbuckridge Residents Association

2 einschließlich 60.930 Stimmen für Parteien, die 2019 nicht antraten
Damit konnte der ANC trotz erneut deutlicher Verluste die absolute Mehrheit verteidigen. Auch die Democratic Alliance musste erstmals Verluste hinnehmen. Hingegen konnten die Economic Freedom Fighters, die erstmals über 10 % der Stimmen erhielten, die Inkatha Freedom Party und die Vryheidsfront Plus ihren Stimmenanteil ausbauen. Alle übrigen Parteien erzielten Stimmenanteile unter einem Prozent.

### Provinzversammlungen
Bei den Provinzwahlen 2014 hatte in acht der neun Provinzen der ANC mit absoluter Mehrheit gewonnen, in Westkap hatte die DA die absolute Mehrheit erhalten. Bei den Provinzwahlen 2019 wiederholte sich dieses Bild, so dass diese Parteien trotz Verlusten ihre Mehrheiten halten konnten. Im Einzelnen ergaben sich die folgenden Resultate:

#### Ostkap

Sitzverteilung in der Provinzversammlung des Ostkaps:
EFF: 5
ANC: 44
UDM: 2
DA: 10
VF+: 1
ATM: 1

| Partei                                | Ergebnis | Sitze | +/− |
| ------------------------------------- | -------- | ----- | --- |
| African National Congress (ANC)       | 68,74 %  | 44    | −1  |
| Democratic Alliance (DA)              | 15,73 %  | 10    | ±0  |
| Economic Freedom Fighters (EFF)       | 07,84 %  | 05    | +3  |
| United Democratic Movement (UDM)      | 02,60 %  | 02    | −2  |
| African Transformation Movement (ATM) | 01,52 %  | 01    | +1  |
| Vryheidsfront Plus (VF+)              | 00,58 %  | 01    | +1  |
| Sonstige                              | 02,99 %  | –     | −2  |

#### Freistaat

Sitzverteilung in der Provinzversammlung des Freistaats:
EEF: 4
ANC: 19
DA: 6
VF+: 1

| Partei                          | Ergebnis | Sitze | +/− |
| ------------------------------- | -------- | ----- | --- |
| African National Congress (ANC) | 61,14 %  | 19    | −3  |
| Democratic Alliance (DA)        | 17,58 %  | 06    | +1  |
| Economic Freedom Fighters (EFF) | 12,58 %  | 04    | +2  |
| Vryheidsfront Plus (VF+)        | 03,96 %  | 01    | ±0  |
| Sonstige                        | 04,74 %  | –     | ±0  |

#### Gauteng

Sitzverteilung in der Provinzversammlung von Gauteng:
EFF: 11
ANC: 37
DA: 20
VF+: 3
IFP: 1
ACDP: 1

| Partei                                    | Ergebnis | Sitze | +/− |
| ----------------------------------------- | -------- | ----- | --- |
| African National Congress (ANC)           | 50,19 %  | 37    | −3  |
| Democratic Alliance (DA)                  | 27,45 %  | 20    | −3  |
| Economic Freedom Fighters (EFF)           | 14,69 %  | 11    | +3  |
| Vryheidsfront Plus (VF+)                  | 03,56 %  | 03    | +2  |
| Inkatha Freedom Party (IFP)               | 00,89 %  | 01    | ±0  |
| African Christian Democratic Party (ACDP) | 00,71 %  | 01    | +1  |
| Sonstige                                  | 02,51 %  | –     | ±0  |

#### KwaZulu-Natal

Sitzverteilung in der Provinzversammlung von KwaZulu-Natal:
EFF: 8
ANC: 44
IFP: 13
DA: 11
NFP: 1
MF: 1
ATM: 1
ACDP: 1

| Partei                                    | Ergebnis | Sitze | +/− |
| ----------------------------------------- | -------- | ----- | --- |
| African National Congress (ANC)           | 54,22 %  | 44    | −8  |
| Inkatha Freedom Party (IFP)               | 16,34 %  | 13    | +4  |
| Democratic Alliance (DA)                  | 13,90 %  | 11    | +1  |
| Economic Freedom Fighters (EFF)           | 09,71 %  | 08    | +6  |
| National Freedom Party (NFP)              | 01,57 %  | 01    | −5  |
| Minority Front (MF)                       | 00,52 %  | 01    | ±0  |
| African Transformation Movement (ATM)     | 00,49 %  | 01    | +1  |
| African Christian Democratic Party (ACDP) | 00,48 %  | 01    | +1  |
| Sonstige                                  | 02,77 %  | –     | ±0  |

#### Limpopo

Sitzverteilung in der Provinzversammlung von Limpopo:
EFF: 7
ANC: 38
DA: 3
VF+: 1

| Partei                          | Ergebnis | Sitze | +/− |
| ------------------------------- | -------- | ----- | --- |
| African National Congress (ANC) | 75,49 %  | 38    | −1  |
| Economic Freedom Fighters (EFF) | 14,43 %  | 07    | +1  |
| Democratic Alliance (DA)        | 05,40 %  | 03    | ±0  |
| Vryheidsfront Plus (VF+)        | 01,42 %  | 01    | +1  |
| Sonstige                        | 03,26 %  | –     | −1  |

#### Mpumalanga

Sitzverteilung in der Provinzversammlung von Mpumalanga:
EFF: 4
ANC: 22
DA: 3
VF+: 1

| Partei                          | Ergebnis | Sitze | +/− |
| ------------------------------- | -------- | ----- | --- |
| African National Congress (ANC) | 70,58 %  | 22    | −2  |
| Economic Freedom Fighters (EFF) | 12,79 %  | 04    | +2  |
| Democratic Alliance (DA)        | 09,77 %  | 03    | ±0  |
| Vryheidsfront Plus (VF+)        | 02,43 %  | 01    | +1  |
| Sonstige                        | 04,43 %  | –     | −1  |

#### Nordwest

Sitzverteilung in der Provinzversammlung der Nordwestprovinz:
EFF: 6
ANC: 21
DA: 4
VF+: 2

| Partei                          | Ergebnis | Sitze | +/− |
| ------------------------------- | -------- | ----- | --- |
| African National Congress (ANC) | 61,87 %  | 21    | −2  |
| Economic Freedom Fighters (EFF) | 18,64 %  | 06    | +1  |
| Democratic Alliance (DA)        | 11,18 %  | 04    | ±0  |
| Vryheidsfront Plus (VF+)        | 04,32 %  | 02    | +1  |
| Sonstige                        | 03,99 %  | –     | ±0  |

#### Westkap

Sitzverteilung in der Provinzversammlung des Westkaps:
EFF: 2
ANC: 12
GOOD: 1
DA: 24
ACDP: 1
VF+: 1
ALJAMA: 1

| Partei                                    | Ergebnis | Sitze | +/− |
| ----------------------------------------- | -------- | ----- | --- |
| Democratic Alliance (DA)                  | 55,45 %  | 24    | −2  |
| African National Congress (ANC)           | 28,63 %  | 12    | −2  |
| Economic Freedom Fighters (EFF)           | 04,04 %  | 02    | +1  |
| Good                                      | 03,01 %  | 01    | +1  |
| African Christian Democratic Party (ACDP) | 02,66 %  | 01    | ±0  |
| Vryheidsfront Plus (VF+)                  | 01,56 %  | 01    | +1  |
| Al Jama-ah                                | 00,86 %  | 01    | +1  |
| Sonstige                                  | 03,79 %  | –     | ±0  |

#### Nordkap

Sitzverteilung in der Provinzversammlung des Nordkaps:
EFF: 3
ANC: 18
DA: 8
VF+: 1

| Partei                          | Ergebnis | Sitze | +/− |
| ------------------------------- | -------- | ----- | --- |
| African National Congress (ANC) | 57,54 %  | 18    | −2  |
| Democratic Alliance (DA)        | 25,51 %  | 08    | +1  |
| Economic Freedom Fighters (EFF) | 09,71 %  | 03    | +1  |
| Vryheidsfront Plus (VF+)        | 02,68 %  | 01    | +1  |
| Sonstige                        | 04,56 %  | –     | −1  |